# Anxietate (roman)
Anxietate (rusă Беспокойство) este un roman științifico-fantastic  de Arkadi și Boris Strugațki scris în 1965 și publicat în 1990. Face parte din seria Universul Amiază. Anxietate este prima versiune a romanului Melcul pe povârniș  (Улитка на склоне). În 1965, autorii au considerat romanul Anxietate nereușit și l-au refăcut, au schimbat numele personajelor principale și au scris capitole în stilul lui Kafka despre o anumită Administrație. Așa a apărut Melcul pe povârniș, fără legătură cu Universul Amiază, cu destinul său editorial complicat. Lucrarea Anxietate a ajuns în arhivă și s-a decis publicarea abia în 1990.
După lansarea filmului Avatar, care se ocupă de colonizarea pădurilor planetei Pandora de către pământeni, în presa rusă s-au răspândit zvonuri conform cărora Boris Strugațki i-a acuzat pe creatori de plagiat. După izbucnirea scandalului, Boris Natanovici a negat categoric aceste zvonuri.

## Prezentare
Intriga cărții are loc pe planeta Pandora, care este studiată de pământenii secolului al XXII-lea. Narațiunea este împărțită în două părți. În prima, biologul Mihail Sidorov, poreclit Atos, care s-a prăbușit în pădurile Pandorei, trăiește cu aborigenii și încearcă să plece la ai săi. Cea de-a doua parte prezintă baza de cercetare, unde prietenul lui Atos, Paul Gnedih, este director și unde celebrul pilot de navă stelară Leonid Gorbovskya a zburat dintr-un anumit motiv.